# Escut de Baix Pallars
L'escut oficial de Baix Pallars té el següent blasonament:
Escut caironat quarterat en sautor: al 1r, d'atzur, un gerro d'argent sobremuntat d'una corona antiga d'or; al 2n, d'ataronjat, una ferradura d'argent amb 8 claveres sobremuntada d'una creu grega patent també d'argent; al 3r, de sinople, un mont de tres cims d'argent movent de la punta carregat de dos pals flamejats d'atzur; al 4t, de gules, un estany d'argent i d'atzur acompanyat a la punta de tres palles d'or posades en banda. Per timbre, una corona mural de vila.

## Història
En data 4 de novembre de 2021 el Ple de l’Ajuntament de Baix Pallars aprovà inicialment un nou escut heràldic inclusiu que representés la pluralitat dels 4 municipis fundadors, així com els seus símbols previs.
En data 7 de juliol de 2022 es va publicar al DOGC núm. 8704 la Resolució PRE/2114/2022, de 4 de juliol, per la qual es donava conformitat a la modificació de l'escut heràldic del municipi de Baix Pallars.
L’Ajuntament de Baix Pallars va encarregar al Sr. Marc A. Balanza la realització d’una proposta que recollís la pluralitat i diversitat d’aquest immens municipi pallarès.
Es va optar per un escut caironat en sautor, en homenatge a sant Andreu i sant Sebastià. Per al quarter 1r, de color blau, es mantenen les armes tradicionals de la vila de Gerri de la Sal; al 2n, de color taronja, es recupera la simbologia de la vila de Peramea, que incorpora una ferradura d’argent amb vuit claveres sobremuntada d'una creu patent; el 3r, de color verd, en homenatge a la seva forest, representa Baén, que incorpora també tres muntanyes d’argent, com a representació de Collegats i especialment de l’Argenteria, amb dos barrancs que simbolitzen l’orografia d’aquest antic municipi; i el 4t, de color vermell, és el senyal de Montcortès de Pallars, que representa l'estany homònim i tres palles, senyal de l'antic comtat de Pallars Sobirà.

## Escuts municipals anteriors

Escut vigent entre 2009 i 2022

El municipi de Baix Pallars es creà l’any 1969. Els escuts municipals anteriors a l'actualment vigent foren, per tant, els d'aquests quatre municipis desapareguts: Baén, Gerri de la Sal, Montcortès de Pallars i Peramea.
El primer escut heràldic adaptat a la normativa catalana va ser aprovat el 29 de juliol de 2009 i publicat al DOGC núm. 5466 de 17 de setembre de 2009.
L’any 2009 aquest extens municipi pallarès va adoptar les armes parlants tradicionals i característiques de la vila de Gerri de la Sal, nucli de població que n'és la capital.